# Hedwigia imberbis
Hedwigia imberbis là một loài Rêu trong họ Hedwigiaceae. Loài này được (Sm.) Spruce mô tả khoa học đầu tiên năm 1847.